# The Bird and the Rifle
The Bird and The Rifle è il nono album in studio di Lori McKenna, pubblicato il 29 luglio 2016, attraverso CN Records. Include la canzone Humble and Kind, che è stata scritta da McKenna e registrata per la prima volta da Tim McGraw per il suo album del 2015, Damn Country Music. Nonostante il limitato successo commerciale dell'album (non è mai apparso sulla Billboard 200), ha ottenuto il plauso della critica ed è stato nominato come miglior album americano al 59 ° Annual Grammy Awards.
In un'intervista con The Guardian, McKenna ha affermato che "nell'ultimo disco c'erano più storie e personaggi, ho pensato che questo disco potesse essere un personaggio in luoghi diversi della loro vita e delle loro relazioni". Nonostante l'attenzione del disco sull'interruzione delle relazioni, la stessa McKenna non l'ha sperimentata ma afferma che "tutti, in un modo o nell'altro, conoscono il sentimento".
Il titolo del disco è venuto dal 21 ° compleanno di Haley, un episodio della sesta stagione di Modern Family in cui due personaggi hanno discusso brevemente di ottenere tatuaggi di uccelli e fucili abbinati. Di questo, McKenna ha osservato "non si sa mai da dove verranno le idee per le canzoni", menzionando che stava stirando con la televisione accesa in background quando è nata l'idea.
Humble and Kind è stata reinterpretata come cover da Tim McGraw per il suo album del 2015, Damn Country Music. La versione di McGraw ha vinto l'American Music Award per la canzone Country preferita e il CMT Award per il video dell'anno.

## Tracce
1. Wreck You – 3:18
2. The Bird and The Rifle – 4:24
3. Giving Up on Your Hometown – 4:15
4. Halfway Home – 4:19
5. Humble and Kind – 4:03
6. We Were Cool – 3:22
7. Old Men, Young Women – 3:42
8. All These Things – 3:05
9. Always Want You – 4:06
10. If Whiskey Were A Woman – 3:22